# Smilax aspera

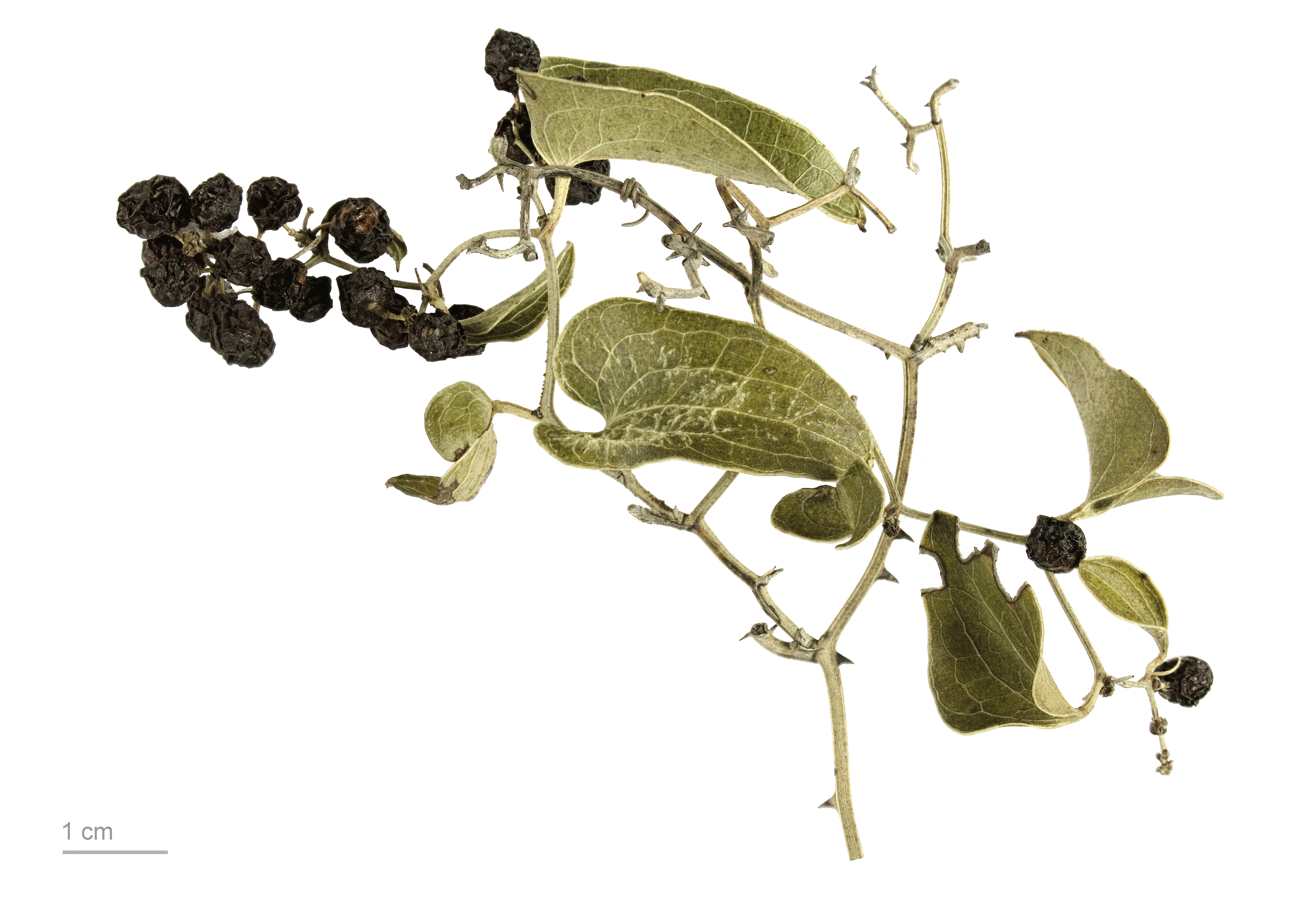
Smilax aspera

La salsapariglia nostrana (Smilax aspera L.) è una pianta monocotiledone della famiglia delle Smilacaceae. In Italia è nota anche col nome comune di stracciabraghe, stracciabrache e strazzacausi. Nel Sannio beneventano sono conosciuti anche col nome di  rascolaiatti (graffia gatti).

## Etimologia
Smilax (Smilace) era il nome di una ninfa della mitologia greca che, perdutamente e infelicemente innamorata del giovane Croco, suicidatosi perché non poteva amarla per l'opposizione degli Dei dell'Olimpo, fu trasformata in un rampicante.
Salsapariglia è un prestito del portoghese salsaparrilha, a sua volta preso in prestito (con alterazione dovuta all'influenza di salsa “prezzemolo”) dallo spagnolo zarzaparrilla “sarsaparilla”, composto da zarza “rovo” e parrilla “traliccio, grata”, diminutivo derivato di parra “traliccio, grata”, zarza e parra di origine sconosciuta, probabilmente preromana.

## Descrizione

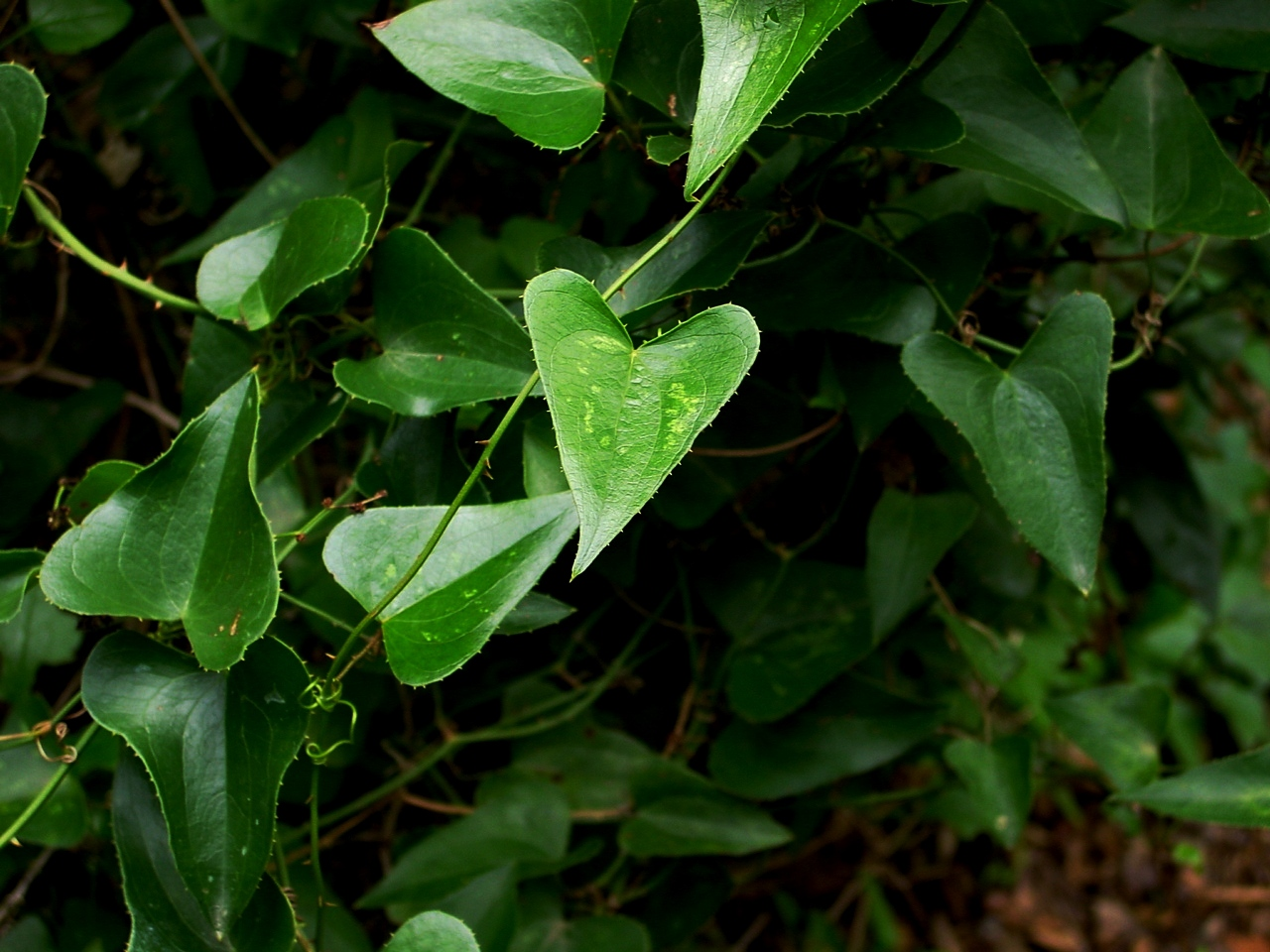
Foglie di Smilax aspera

È una pianta arbustiva con portamento lianoso, rampicante, dal fusto flessibile e delicato, ma cosparso di spine acutissime.
Le foglie, a forma di cuore,  hanno i margini dentati e spinosi, e spinosa è anche la nervatura mediana della pagina inferiore.
I fiori, molto profumati, sono piccoli, giallicci o verdastri, poco vistosi e raccolti in piccole ombrelle; fioriscono, nelle regioni a clima mediterraneo, da agosto ad ottobre. 
I frutti sono bacche rosse, riunite in grappoli, che giungono a maturazione in autunno. Contengono semi minuscoli e rotondi. Insipide e poco appetibili per l'uomo, costituiscono una fonte di nutrimento per numerose specie di uccelli.

## Distribuzione e habitat
La specie è diffusa nell'area mediterranea, nelle isole Canarie, nell'Africa subsahariana e in Asia centrale (India, Bhutan, Nepal). In Italia è comune in gran parte della penisola, nelle isole maggiori e minori; al Nord è rara e si presenta solo in stazioni isolate (Trieste, Grado, Chioggia, Cervia, Parco regionale del Conero).
Cresce spontanea nei boschi e nelle macchie. È una specie legata essenzialmente all'ambiente delle sclerofille, dalla lecceta alle sue forme degradate fino al Oleo-Ceratonion e alla gariga, ad altitudini che vanno dal livello del mare fino a 1.200 m.

## Usi

### Usi terapeutici
La radice contiene numerosi principi attivi tra cui la smilacina, la salsasaponina, l'acido salsasapinico. Ha proprietà sudoripare e depurative. Può essere utilizzata in infusi e decotti per curare l'influenza, il raffreddore, i reumatismi, l'eczema. Ha inoltre proprietà espettoranti ed emetiche (se somministrata in dosi abbondanti) e gli estratti vengono usati in formulazioni galeniche per migliorare l'assorbimento dei principi attivi farmacologici.

### Usi alimentari
Nel Salento (Puglia) i germogli teneri di questa pianta vengono raccolti e utilizzati alla stregua degli asparagi selvatici, preparati previa bollitura in frittata; con le uova; sott'olio (in conserva); in insalata, lessati e conditi con olio e aceto di vino.

### Nei media
La salsapariglia è uno degli alimenti preferiti dai Puffi.
Nei fumetti e nell'omonimo cartone animato, il loro cibo preferito sono infatti le puffbacche, prodotte appunto dalla salsapariglia, che amano così tanto da avventurarsi oltre il proprio villaggio rischiando di farsi acciuffare dal malvagio Gargamella.